# Christine Fuchsloch
Christine Fuchsloch (* 20. Mai 1964 in Frankfurt am Main) ist eine deutsche Juristin und Richterin. Von 2010 bis zu ihrer Ernennung zur Präsidentin des Bundessozialgerichts zum 1. März 2024 war sie Präsidentin des Schleswig-Holsteinischen Landessozialgerichts und damit die erste Frau an dessen Spitze. Außerdem war sie ab 2020 bis Mitte 2024 Vizepräsidentin des Schleswig-Holsteinischen Landesverfassungsgerichts.

## Beruflicher Werdegang
Fuchsloch studierte im Rahmen der einstufigen Juristenausbildung Rechtswissenschaften an den Universitäten Frankfurt am Main und Hamburg. Nach dem Staatsexamen arbeitete sie zunächst als Rechtsanwältin in Hamburg und war danach wissenschaftliche Mitarbeiterin an der Universität Hamburg. 1994 wurde sie in Hamburg mit der Dissertation Das Verbot der mittelbaren Geschlechtsdiskriminierung, Ableitung, Analyse und exemplarische Anwendung auf staatliche Berufsausbildung promoviert.
1993 begann die Juristin ihre Laufbahn als Richterin beim Sozialgericht Hamburg. Von 1998 bis 2001 war sie wissenschaftliche Mitarbeiterin am Ersten Senat des Bundesverfassungsgerichts (BVerfG) bei Renate Jaeger, wo sie sich hauptsächlich mit dem Recht der freien Berufe (vor allem im Bereich des Kassenarztrechts) befasste.  Aus familiären Gründen wechselte sie 2001 an das Sozialgericht Berlin (2001). 2004 folgte eine Abordnung an das Landessozialgericht Berlin. 2004 wurde Christine Fuchsloch zur Richterin am Landessozialgericht Berlin-Brandenburg ernannt.
Von 2009 bis 2019 war sie Richterin des Verfassungsgerichts des Landes Brandenburg. Seit 2010 war sie Präsidentin des Schleswig-Holsteinischen Landessozialgerichts. Erstmals wählte der Landtag damit eine Frau an die Spitze des nördlichsten deutschen Landessozialgerichts. Als Vorsitzende des 1. und 6. Senats war sie unter anderem mit den Themen Elterngeld und Kinderzuschlagsrecht, dem gesetzlichen Rentenversicherungsrecht und dem Recht der Grundsicherung („Hartz IV“) befasst.
Im November 2020 wurde Christine Fuchsloch auf Vorschlag der SPD zur Vizepräsidentin des Schleswig-Holsteinischen Landesverfassungsgerichts ernannt. Ihre Amtszeit läuft vom 1. Januar 2021 bis 31. Dezember 2032.
Zahlreiche Veröffentlichungen zum Europa-, Verfassungs- und Sozialrecht und eine umfangreiche Vortragstätigkeit runden ihre berufliche Tätigkeit ab.
Fuchsloch ist mit einem Richter verheiratet und hat drei Kinder. Seit 2010 lebt sie mit ihrer Familie in Schleswig.
Am 19. Oktober 2023 wurde Fuchsloch zur Richterin am Bundessozialgericht gewählt. Seit dem 1. März 2024 ist Fuchsloch Präsidentin des Bundessozialgerichts. Sie ist damit die erste Frau an der Spitze dieses Bundesgerichts.

## Positionen
Im August 2002 kritisierte Christine Fuchsloch nach Änderungsvorschlägen zu den Hartz-IV-Regeln durch die Hartz-Kommission das undemokratische und nicht transparente Verfahren, in dem die Vorschläge entwickelt wurden. Außerdem prangerte sie an, dass die Änderungen auf mehreren Ebenen zu Lasten von Frauen gingen.
Eines ihrer Schwerpunktthemen ist die Vereinbarkeit von Familie und Beruf. Hierzu hielt sie unter anderem auf dem Rechtspolitischen Kongress von Friedrich-Ebert-Stiftung, DGB und Hans-Böckler-Stiftung 2014 einen Vortrag.
2018 kritisierte sie das Zustandekommen des Pflegepersonal-Stärkungsgesetzes: „Eine überstürzte Gesetzgebung hat zu einer überstürzten Klagewelle geführt.“
Das seit 28. März 2020 geltende Sozialrecht beurteilte die Juristin nach einer ersten Durchsicht positiv: „Man sieht dem Sozial-Paket eindrucksvoll an, dass der Staat damit Verantwortung für die Existenzsicherung der Pandemie-Opfer übernehmen will.“

## Ämter und Mitgliedschaften
- Seit 1987 Mitglied, von 2001 bis 2005 Vorstandsmitglied des Deutschen Juristinnenbundes, dort Vorsitzende der Kommission Recht der sozialen Sicherung und Familienlastenausgleich[6][1]
- Vizepräsidentin des Deutschen Sozialgerichtstags[16]
- Beisitzerin im Vorstand der Schleswig-Holsteinischen Juristischen Gesellschaft[17]

## Publikationen (Auswahl)

### Monografien
- Das Verbot der mittelbaren Geschlechtsdiskriminierung, Nomos, Baden-Baden 1995, ISBN 978-3-7890-3672-9.
- Christine Fuchsloch, Kirsten Scheiwe: Leitfaden Elterngeld, C.H.Beck Verlag, Juni 2007, ISBN 978-3-406-56201-3

### Kommentare
- Mitautorin von Alexander Gagel: SGB II / SGB III. Grundsicherung und Arbeitsförderung – Grundwerk zur Fortsetzung. C.H.Beck Verlag, 89. Auflage 2023, ISBN 978-3-406-45042-6.

### Festschriften
- Karl-Jürgen Bieback, Christine Fuchsloch, Wolfhard Kohte (Hrsg.): Arbeitsmarktpolitik und Sozialrecht. Zu Ehren von Alexander Gagel. Beck Verlag, 2011, ISBN 978-3-406-61900-7.

### Aufsätze
- Michael Fock, Christine Fuchsloch, Christian Mecke, Ernst Merz: Sozialrecht 4.0. Bericht für die Konferenz der Präsidentinnen und Präsidenten der Landessozialgerichte. In: Die Sozialgerichtsbarkeit, Ausgabe 10 / 2018, ISSN 1864-8029
- Christine Fuchsloch, Margarete Schuler-Harms: Kindererziehungszeiten von Angehörigen der freien Berufe. Zum Reformbedarf des Familienlastenausgleichs zwischen berufsständischer Versorgung und gesetzlicher Rentenversicherung. In: Die Sozialgerichtsbarkeit, Ausgabe 1 / 2019, ISSN 1864-8029
- Christine Fuchsloch: Festvortrag: CrowdworkerInnen, Fake News, Autonome Autos – ist unser Recht noch up to date? In: djbZ – Zeitschrift des Deutschen Juristinnenbundes, 2019, Ausgabe 22(4), S. 184–190
- Christine Fuchsloch, Heide M. Pfarr:  Frauenquoten, ein juristisches Problem. In: Widersprüche. Zeitschrift für sozialistische Politik im Bildungs-, Gesundheits- und Sozialbereich. Heft 40, 1991